# المنظمة التونسية للدفاع عن المستهلك

شعار المنظمة التونسية للدفاع عن المستهلك

المنظمة التونسية للدفاع عن المستهلك هي جمعية تونسية ذات طابع اجتماعي واقتصادي أحدثت في 21 فبراير 1989 ووقع الاعتراف بها كجمعية ذات مصلحة وطنية وفقا للأمر عدد 318 المؤرّخ في 8 فبراير 1993.

## أهدافها
من الأهداف التي تسعى إلى تحقيقها هذه الجمعية:
- العناية بالمستهلكين في جميع الميادين والقطاعات وحمايتهم والدفاع عن مصالحهم.
- ترشيد المستهلكين وتوعيتهم بما يتعلّق بسلامتهم وحسن التصرّف .
- تمثيل المستهلكين في جميع المجالات والمستويات ولدى مختلف السّلطات.

## هيكلتها
يتركب المجلس الوطني للمنظمة من 15 عضوا، وأول من ترأسها الحبيب قرفال الذي كان ترأس أيضا المنظمة التونسية للتربية والأسرة. أما حاليا فيتركب مجلسها من : عبد اللّطيف صدّام؛ ويتولى الكتابة العامة : محسن الخبثاني ؛ وأمانة المال : الهادي بلحاج مبروك... وينتخب أعضاء المكتب الوطني كل خمس سنوات خلال مؤتمرات الجمعية، وقد انعقدت إلى حد الآن خمسة مؤتمرات: انعقد أولها في يناير 1992؛ والثاني في يناير 1994؛ والثالث في مارس 1997؛ والرابع في سبتمبر 2002؛ والخامس في نوفمبر 2007.

كما أن للجمعية مكاتب جهوية في مستوى كل ولاية يتركب الواحد منها من 12 عضوا ؛ ومكاتب محلية في مستوى المعتمديات وفروع في مستوى البلديات والمراكز الريفية.

## إصداراتها
أصدرت الجمعية عام 1994 مجلة تحمل عنوان المستهلك التونسي (مجلة).

## روابط خارجية
- موقع المنظمة.
- منظمة الدفاع عن المستهلك في تونس: طموح تحده الإمكانيات، إيلاف، 8 أبريل 2008.